# Leslie Brubaker
Pour les articles homonymes, voir Brubaker (homonymie).
Leslie Brubaker est une professeure et byzantiniste britannique, spécialiste des enluminures byzantines. Elle exerce la fonction de professeur d'art byzantin à l'Université de Birmingham depuis 2005,,. Ses recherches portent sur le patronage féminin, les icônes et le culte de la Vierge Marie.  Elle était auparavant responsable des études de troisième cycle au Collège des arts et du droit de l'Université de Birmingham. Elle est également membre du comité exécutif de la Société pour la promotion des études byzantines. Ses recherches sont consultables dans les bibliothèques du monde entier. 

## Biographie
Leslie Brubaker fait ses études à l'université d'État de Pennsylvanie, aux États-Unis, où elle obtient son BA en 1972 puis sa maîtrise en 1976. Elle entame ensuite son doctorat à l'Université Johns-Hopkins. À l'issue de sa formation, elle soutient une thèse de doctorat intitulée « La copie illustrée des homélies de Grégoire de Nazianze à Paris (Bibliothèque Nationale, cod. Gr. 510) » (en deux volumes). Elle est ensuite simultanément instructrice au Department of Art du Wheaton College dans le Massachusetts, entre 1981 et 1983. Elle est assistante de 1983 à 1990 puis professeure agrégée de 1990 à 1993 au département d'art du Wheaton College, tout en étant présidente du collège en 1993 et 1994. 
En 1994, elle part à l'Université de Birmingham en Angleterre, où elle poursuit sa carrière de chercheuse et d'enseignante jusqu'à aujourd'hui. En 2005, elle est nommée professeur d'histoire spécialisée dans l'art byzantin. Elle s'arrange alors pour partager le poste avec le Dr Ruth Macrides, permettant ainsi aux deux femmes de faire de la recherche et selon leurs termes « d'avoir une vie »,. 
Depuis 2003, elle est directrice du Centre d'études byzantines, ottomanes et grecques modernes (fondée par Anthony Bryer) à l'Université de Birmingham et, de 2005 à 2009, directrice adjointe (recherche) de l'Institut d'archéologie et des antiquités.
Un festschrift est publié en son honneur en 2011. 
Son mari, le professeur Chris Wickham, est médiéviste à l'université d'Oxford.

## Recherches
Brubaker commence comme experte en enluminures byzantines. Depuis, ses intérêts se sont étendus à l'histoire culturelle de l'iconoclasme et au développement du culte des icônes, sur lequel elle écrit deux livres désormais fondamentaux sur le sujet avec John Haldon. Elle est également l'auteur d'importantes recherches sur la relation entre la culture matérielle et ses expressions visuelles et sur d'autres aspects de l'histoire culturelle, notamment les représentations visuelles et textuelles du genre et le favoritisme féminin. 
Elle est boursière à la bibliothèque et à la collection de recherche Dumbarton Oaks, d'abord en 1980-1981 en tant que boursière junior, puis boursière d'été en 1984 et boursière de printemps en 2001 et 2016. 
Ses recherches sur les icônes, les reliques et la prolifération du culte de la Vierge Marie (appelée Theotokos) à Byzance se sont transformées en un grand projet de recherche subventionné par une subvention du Conseil de la recherche sur les arts et les humanités et par le "International Iconoclams network", dirigé par Brubaker Richard Clay (Université de Birmingham), en collaboration avec le musée d'art de Londres Tate Britain. 

## Publications

### Monographies
- (en) Vision and meaning in ninth-century Byzantium : Image as exegesis in the Homilies of Gregory of Nazianzus in Paris, Cambridge, Cambridge University Press, 1999, 489 p. (ISBN 0-521-62153-4, lire en ligne)
- (en) Byzantium in the Iconoclast era (ca 680 - ca 850) : The Sources, Aldershot, Aldershot, 2001, 307 p. (ISBN 0-7546-0418-7)
- (en) Gender and the Transformation of the Roman World, 300-900, 2003
- (en) av. J. Smith, Gender in the Early Medieval World : East and West, 300-900, Cambridge, Cambridge University Press, 2004, 333 p. (ISBN 0-521-81347-6)
- (en) av. JF Haldon, Byzantium in the Iconoclast era ca 680 – ca 850 : A History, Cambrdidge, Cambridge University Press, 2011, 917 p. (ISBN 978-0-521-43093-7, lire en ligne)
- (en) av. M. Cunningham, The Cult of the Mother of God in Byzantium : Texts and Images, Farnham, Surrey, England, Ashgate, 2011, 306 p. (ISBN 978-0-7546-6266-2 et 0-7546-6266-7, lire en ligne)
- (en) Inventing Byzantine Iconoclasm, 2012

### Autres articles
- (en) « The Tabernacle Miniatures of the Middle Byzantine Octateuchs », Actes du XVe Congrès International d'Etudes Byzantines II,‎ 1981, p. 73-92
- (en) « Politics, Patronage and Art in Ninth‑Century Byzantium: The Homilies of Gregory of Nazianzus in Paris », Dumbarton Oaks Papers, no 39,‎ 1983, p. 1-13
- (en) « The Introduction of Painted Initials in Byzantium », Scriptorium, no 45,‎ 1991, p. 22-46
- (en) « Byzantine Art in the Ninth Century: Theory, Practice, and Culture », Byzantine and Modern Greek Studies, no 13,‎ 1989, p. 23‑93
- (en) « Icons before Iconoclasm? », Settimane di studio del  Centro italiano di studi sull’alto medioevo, no XLV,‎ 1998, p. 1215-54
- (en) « The Chalke Gate, the construction of the past, and the Trier ivory », Byzantine and Modern Greek Studies, no 23,‎ 1999, p. 258-85
- (en) av. H. Tobler, « The gender of money: Byzantine empresses on coins (324-802) », Gender and History, no 12,‎ 2000, p. 572-94
- (en) L. James, ed., Women, Men and Eunuchs : Gender in Byzantium, 1997, « Memories of Helena: patterns in imperial female matronage in the fourth and fifth centuries », p. 52-75
- (en) L. Brubaker and J. Smith, ed., Gender in the early medieval world, east and west, 300-900, 2004, « Sex, lies and textuality: the Secret History of Prokopios and the rhetoric of gender in sixth-century Byzantium », p. 83-101
- (en) P. Odorico et al., eds, L'écriture de la mémoire. La littérarité de l’historiographie, 2006, « Pictures are good to think with: looking at, with, and through Byzantium », p. 221-40
- (en) L. James, ed., Art and Text in Byzantium, 2007, « Every cliché in the book: the linguistic turn and the text-image discourse in Byzantine manuscripts », p. 58-82
- (en) E. Jeffreys et al., ed., Oxford handbook of Byzantine Studies, 2008, « Critical approaches to art history », p. 59-66